# WSB (野球)
wSB (Weighted Stolen Base Runs) は、野球における平均的な走者と比較して盗塁をする事によって、何得点相当チームに貢献したか、あるいはチームに損失を与えたかを推定するセイバーメトリクス指標である。DELTA社のサイトでは、盗塁以外の走塁の利得を算出するUBRとともにBase Running (BsR)で走塁評価に採用されており、FanGraphsでは更にwGDP（併殺阻止能力による得点貢献）を加えBsRを算出している。

## 算出方法
wSB = 盗塁 × runSB － 盗塁死 × runCS － lgwSB ×（単打 ＋ 四球 ＋ 死球 － 故意四球）
lgwSBは次の通り。
（リーグ総盗塁 × runSB － リーグ総盗塁死 × runCS） ÷（単打 ＋ 四球 + 死球 - 故意四球）
リーグ平均に対しての盗塁の利得を算出するために代入される値は年によって変わるが、2012年の場合は以下のように計算する。
wSB = 盗塁 × 0.20 － 盗塁死 × 0.398 － lgwSB ×（単打 ＋ 四球 ＋ 死球 － 故意四球）
lgwSBは
(リーグ総盗塁 × 0.20 － リーグ総盗塁死 × 0.398 )÷（単打 ＋ 四球 + 死球 - 故意四球）
算出される値はあくまで推定値である。1950年以降ではシーズン10以上の値が計22回記録されている。